# Ръкостискане (филм, 1892)
„Ръкостискане“ (на английски: A Hand Shake) е американски късометражен ням филм от 1892 година, продуциран от Уилям Кенеди Диксън и заснет от Уилям Хейс.

## В ролите
- Уилям Кенеди Диксън
- Уилям Хейс[2]

## Продукция
Филмът е заснет в лабораториите на Томас Едисън в Ню Джърси. Той е експериментален и е с продължителност от 3 секунди. Лентата показва как Диксън и Хейс се ръкостискат.